# جوليان باجيني
جوليان باجيني (بالإنجليزية: Julian Baggini)‏ (مواليد 1968)، هو فيلسوف وصحفي ومؤلف بريطاني.
ولد باجيني في عام 1968 في فولكستون من أب مهاجر إيطالي وأم إنجليزية. نشأ في كينت وتلقى تعليمه في مدرسة القواعد. ثم التحق بجامعة ريدينغ وحصل على درجة البكالوريوس في الفلسفة في عام 1990.
في عام 1996 حصل على درجة الدكتوراه من جامعة لندن الجامعية عن أطروحة عن فلسفة الهوية الشخصية. باجيني هو أيضًا خريج فخري وزميل أبحاث فخري في قسم الفلسفة بجامعة كنت.

## من مؤلفاته
- كتاب: «حجج فاسدة تجعلنا نبدو أغبياء» (مترجم للعربية).
- كتاب: «هل تحكم على الكتاب من عنوانه» (مترجم للعربية).
- كتاب: «الفلسفة موضوعات مفتاحية المعرفة، الأخلاق، العقل، الدين، السياسة» (مترجم للعربية).

## وصلات خارجية
- جوليان باجيني على موقع IMDb (الإنجليزية)
- جوليان باجيني على موقع قاعدة بيانات الفيلم (الإنجليزية)